# Florence Cassez

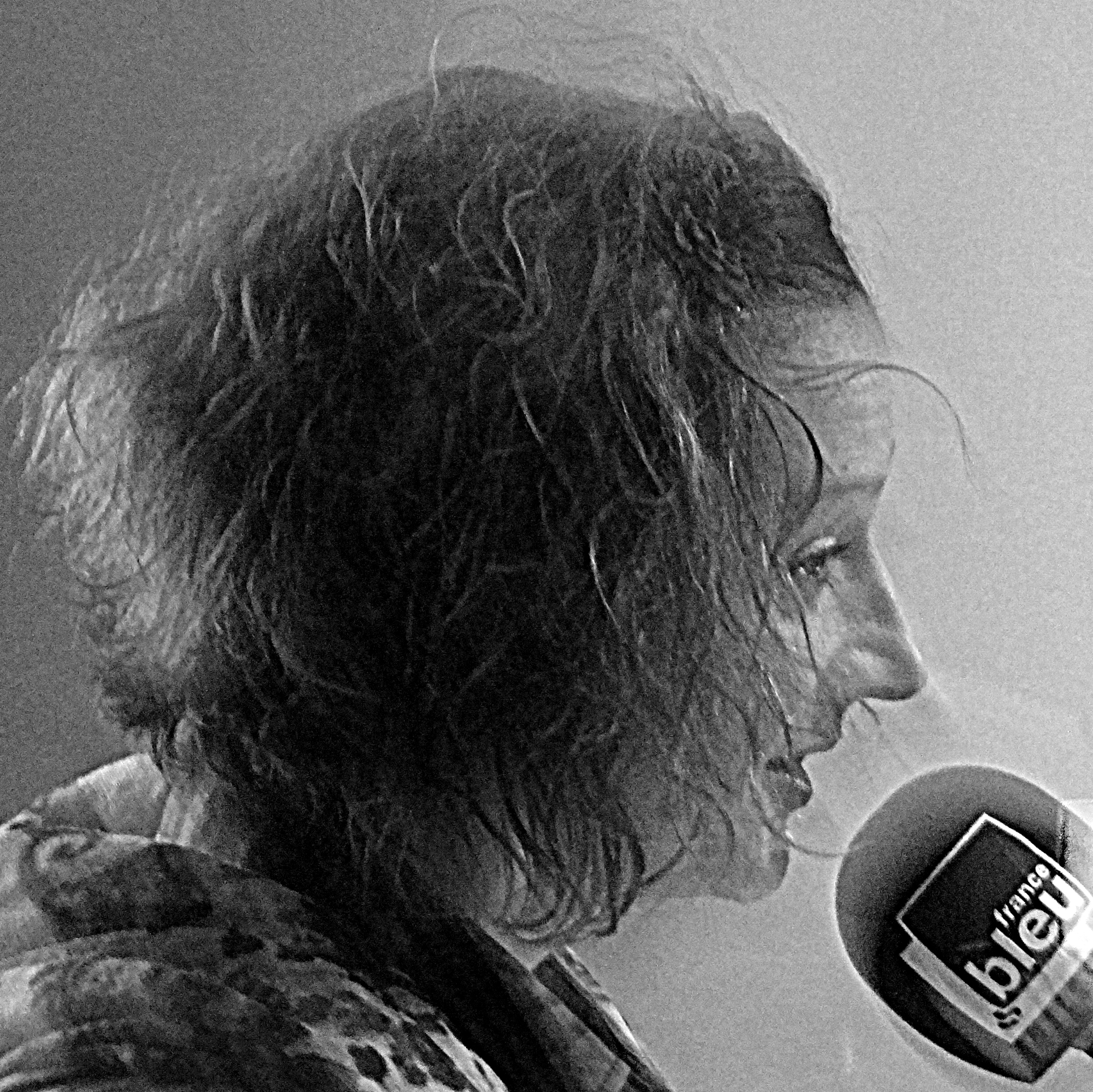
Florence Cassez in 2014

Florence Marie Luise Cassez Crépin (Rijsel, 17 november 1974) is een Franse vrouw die in Mexico tot een gevangenisstraf werd veroordeeld wegens ontvoering.
Cassez is afkomstig uit Beuvry in Hauts-de-France. In 2004 ontmoette zij in Mexico Israel Vallarta, die later is veroordeeld nadat hij tien ontvoeringen en een moord had bekend, en kreeg een relatie met hem. Op 9 december 2005 werden beiden gearresteerd op een ranch ten noorden van Mexico-Stad, waarbij Cristina Ríos Valladares, haar elfjarige zoon en een achtjarig meisje werden bevrijd, na 52 dagen ontvoerd geweest te zijn. Volgens Ríos Valladares was zij tijdens haar gevangenschap seksueel misbruikt en was van haar zoontje bloed afgenomen. De bevrijdingsactie werd geleid door Genaro García Luna, later minister van publieke veiligheid, en op televisie uitgezonden. Het heette een live-uitzending te zijn, maar later erkende García Luna dat het om een reconstructie ging. Volgens de Mexicaanse politie en justitie maakten Vallarta en Cassez deel uit van de ontvoeringsbende El Zodiaco.
Ríos Valladares zei tijdens het proces Cassez' stem te herkennen en andere slachtoffers zeiden ook Cassez en Vallarta persoonlijk gezien te hebben tijdens hun ontvoering. Volgens Cassez' advocaat Frank Berton was het niet Cassez maar een zuster van Vallarta die bij de ontvoering betrokken was. Ook zou Cassez lange tijd een advocaat zijn onthouden, had Ríos Valladares haar aanvankelijk niet aangewezen als schuldige en zou de zaak door de betrokkenheid van García Luna en partijdigheid van de media niet eerlijk zijn behandeld.
In 2008 werd zij tot 96 jaar gevangenisstraf veroordeeld: vier keer twintig jaar voor vier ontvoeringen, acht jaar voor lidmaatschap van een criminele organisatie, vier jaar voor bezit van vuurwapens en vier jaar voor bezit van munitie. Een hoger beroep wegens technische fouten bij het Hooggerechtshof van de Natie werd op 26 juni van dat jaar verworpen.
De zaak-Cassez heeft in beide landen veel media-aandacht gekregen; in de Mexicaanse media is de overheersende mening dat zij schuldig is en gewoon haar straf moet uitzitten terwijl de meeste Fransen geloven dat zij onschuldig is. In maart 2009 verzocht de Franse president Nicolas Sarkozy, toen hij op bezoek was in Mexico, aan zijn Mexicaanse ambtsgenoot Felipe Calderón of Cassez onder de Conventie van Straatsburg, getekend door zowel Frankrijk als Mexico, de rest van haar straf in Frankrijk mocht uitzitten. Beide staatshoofden kwamen overeen de kwestie voor te leggen aan een binationale commissie en haar straf werd verlaagd tot zestig jaar, maar uiteindelijk besloot Calderón dat Cassez haar volledige straf in Mexico moest uitzitten.
Op 7 maart 2012 oordeelde het Mexicaanse Hooggerechtshof alsnog dat Cassez' rechten tijdens haar proces waren geschonden en dat de zaak opnieuw bekeken moet worden.
Florence Cassez werd uiteindelijk op 23 januari 2013 in vrijheid gesteld, nadat het Mexicaanse Hooggerechtshof haar veroordeling had vernietigd.